# Campeonato Mundial de Ajedrez 1999 (FIDE)
El Campeonato Mundial de Ajedrez 1999 de la FIDE fue un encuentro entre los retadores: Aleksandr Jálifman de Rusia y Vladímir Akopián de Armenia. El match fue jugado en Las Vegas, Estados Unidos. El primer juego empezó el 31 de julio de 1999. El último juego empezó el 28 de agosto del mismo año, que terminó empatado. Jálifman ganó el match 3½-2½, convirtiéndose en el campeón FIDE número 2.
La razón por la cual el campeón defensor Anatoli Kárpov no participara fue que el único privilegio que tenía era de estar pre-clasificado a la segunda ronda, razón por la cual se negó a jugar.

## Torneo de Candidatos

### Segunda ronda
|  | Cuartos de final           | Cuartos de final           |                    |                        | Semifinales                | Semifinales                |  |                  | Final                      | Final                      |  |
|  | 12 al 14 de agosto de 1999 | 12 al 14 de agosto de 1999 |                    |                        | 15 al 19 de agosto de 1999 | 15 al 19 de agosto de 1999 |  |                  | 22 al 28 de agosto de 1999 | 22 al 28 de agosto de 1999 |  |
|  |                            |                            |                    |                        |                            |                            |  |                  |                            |                            |  |
|  |                            |                            |                    |                        |                            |                            |  |                  |                            |                            |  |
|  | Vladímir Krámnik           | 2                          |                    |                        |                            |                            |  |                  |                            |                            |  |
|  | Vladímir Krámnik           | 2                          |                    |                        |                            |                            |  |                  |                            |                            |  |
|  | Michael Adams              | 4                          |                    |                        |                            |                            |  |                  |                            |                            |  |
|  | Michael Adams              | 4                          |                    | Michael Adams          | ½                          |                            |  |                  |                            |                            |  |
|  |                            |                            |                    | Michael Adams          | ½                          |                            |  |                  |                            |                            |  |
|  |                            |                            | Vladímir Akopián   | 2½                     |                            |                            |  |                  |                            |                            |  |
|  | Sergei Movsesian           | 1½                         | Vladímir Akopián   | 2½                     |                            |                            |  |                  |                            |                            |  |
|  | Sergei Movsesian           | 1½                         |                    |                        |                            |                            |  |                  |                            |                            |  |
|  | Vladímir Akopián           | 2½                         |                    |                        |                            |                            |  |                  |                            |                            |  |
|  | Vladímir Akopián           | 2½                         |                    |                        |                            |                            |  | Vladímir Akopián | 2½                         |                            |  |
|  |                            |                            |                    |                        |                            |                            |  | Vladímir Akopián | 2½                         |                            |  |
|  |                            |                            | Aleksandr Jálifman | 3½                     |                            |                            |  |                  |                            |                            |  |
|  | Alexéi Shírov              | ½                          | Aleksandr Jálifman | 3½                     |                            |                            |  |                  |                            |                            |  |
|  | Alexéi Shírov              | ½                          |                    |                        |                            |                            |  |                  |                            |                            |  |
|  | Liviu-Dieter Nisipeanu     | 1½                         |                    |                        |                            |                            |  |                  |                            |                            |  |
|  | Liviu-Dieter Nisipeanu     | 1½                         |                    | Liviu-Dieter Nisipeanu | 2½                         |                            |  |                  |                            |                            |  |
|  |                            |                            |                    | Liviu-Dieter Nisipeanu | 2½                         |                            |  |                  |                            |                            |  |
|  |                            |                            | Aleksandr Jálifman | 3½                     |                            |                            |  |                  |                            |                            |  |
|  | Aleksandr Jálifman         | 1½                         | Aleksandr Jálifman | 3½                     |                            |                            |  |                  |                            |                            |  |
|  | Aleksandr Jálifman         | 1½                         |                    |                        |                            |                            |  |                  |                            |                            |  |
|  | Judit Polgár               | ½                          |                    |                        |                            |                            |  |                  |                            |                            |  |
|  | Judit Polgár               | ½                          |                    |                        |                            |                            |  |                  |                            |                            |  |
|  |                            |                            |                    |                        |                            |                            |  |                  |                            |                            |  |

#### Final
El match fue jugado como mejor de 6 juegos, las victorias contando 1 punto, los empates ½ punto, y las derrotas 0, y acabaría cuando un jugador llegue a 3½ puntos. Si el match acabara en un empate 3 a 3, se jugarán mini-matches de a dos partidas rápidas hasta que uno triunfe un mini-match. 
| Jugador            | 1 | 2 | 3 | 4 | 5 | 6 | Total |
| ------------------ | - | - | - | - | - | - | ----- |
| Vladímir Akopián   | 0 | ½ | 1 | 0 | ½ | ½ | 2½    |
| Aleksandr Jálifman | 1 | ½ | 0 | 1 | ½ | ½ | 3½    |